# Epic Comics
Epic Comics est une division au sein de Marvel Comics créée en 1982 qui a publié plusieurs comics pour adultes dans les années 1980 et 1990 puis au début des années 2000. Elle est créée sous la responsabilité de Jim Shooter.
À la différence des autres publications du groupe Marvel, les histoires publiées chez Epic n'étaient pas soumises au Comics Code Authority et restaient pour presque toutes la propriété de leurs auteurs.
Le principal titre était Epic Illustrated qui a duré jusqu'au numéro 34.
Une partie des titres a été publiée en France dans Epic Magazine qui lui, ne vécut que 12 numéros.
Marvel publia aussi des romans graphiques sous le label Epic :
Dreadstar : Premier numéro en 1982.
Le Punisseur (Punisher), Le Surfer d'argent (Silver Surfer), Elektra, Dracula et d'autres héros Marvel eurent aussi droit à des histoires spéciales sous cette forme de Graphic Novel.
Moebius (Jean Giraud) a aussi été publié entre 1987 et 1991 sous ce label, avec différentes histoires et personnages parus en France auparavant. Une série limitée en deux parties du Surfer d'Argent a ensuite été écrite par Stan Lee et dessinée par Moebius.

## Histoire
En 2003, Marvel souhaite relancer la collection avec une publication intitulée Epic Anthology Presents mais elle est annulée par la direction après le premier numéro, publié en février 2004.

## Titres
- 67 Seconds – écrit par James Robinson, dessin par Steve Yeowell
- A1
- Akira – Manga – Katsuhiro Otomo
- Alien Legion – créé par Carl Potts
- Atomic Age –  créé par Frank Lovece et Mike Okamoto
- Black Dragon – écrit par Chris Claremont, dessin par John Bolton
- Blood: A Tale – créé par J.M. DeMatteis
- The Bozz Chronicles – écrit par David Michelinie, dessin par Bret Blevins
- Cadillacs and Dinosaurs
- Captain Confederacy
- Car Warriors, inspiré des jeux Car Wars de Steve Jackson
- Clive Barker
  - Clive Barker's Book of the Damned
  - Clive Barker's The Harrowers
  - Clive Barker's Hellraiser – basé sur les concepts de Clive Barker, dont Pinhead
  - Clive Barker's Nightbreed – inspiré du roman et du film homonyme de Clive Barker.
  - Nightbeed / Hellraiser: Jihad
  - Pinhead, basé sur le travail de Clive Barker
  - Pinhead vs. Marshal Law
  - Weaveworld, basé sur le travail de Clive Barker
- Coyote – créé par Steve Englehart de Steve Leialoha
- Crash Ryan
- Crimson Dynamo
- Dreadstar – créé par Jim Starlin
- Elektra: Assassin de Frank Miller de Bill Sienkiewicz
- Elektra Lives Again de Frank Miller
- Le Pays des elfes – Wendy et Richard Pini
- Epic Anthology
- Epic Illustrated – similaire au magazine Heavy Metal
- Fafhrd and the Gray Mouser
- Feud, écrit par Mike Baron avec des dessins de Mark A. Nelson – (1993).
- Groo the Wanderer – par Sergio Aragonés, Mark Evanier et Stan Sakai
- Gun Theory – par Daniel Way et Jon Proctor, stoppée après deux numéros
- Lawdog – d'après Epic Heavy Hitters 1993.
- The Last American
- The Light and Darkness War
- Marshal Law
- Meltdown – écrit par Walt Simonson et Louise Simonson; dessin par Jon J Muth and Kent Williams
- Metropol – de Ted McKeever
- une série de Moebius
  - Airtight Garage
  - The Elsewhere Prince
  - Onyx Overlord
  - Blueberry
  - Lieutenant Blueberry
  - Marshal Blueberry
  - Chaos
  - The Incal
  - Metallic Memories
- Midnight Men par Michael William Kaluta
- Moonshadow – créé par J.M. DeMatteis
- The Olympians – Stephen Jewell et Gary Chaloner
- The One – Rick Veitch
- Psychonauts – Alan Grant et Motofumi Kobayashi
- Plastic Forks – Ted McKeever
- Sachs and Violens – Peter David et George Pérez
- Sam & Max (Freelance Police et Bad Day on the Moon)
- Samurai Cat
- The Shadowline Saga – créé par Archie Goodwin
  - Dr. Zero
  - Powerline
  - St. George
  - Critical Mass
- Silver Surfer: Parabole  – Stan Lee et Moebius
- Sisterhood of Steel
- Six from Sirius – Doug Moench et Paul Gulacy
- The Sleeze Brothers
- Someplace Strange
- Spyke
- Stalkers
- The Stars My Destination
- Starstruck – écrit par Elaine Lee, dessin par Michael William Kaluta
- Steelgrip Starkey – miniseries – Alan Weiss
- Stray Toasters – Bill Sienkiewicz
- Swords of the Swashbucklers – écrit par Bill Mantlo, dessin par Jackson Guice
- William Shatner's Tek World
- Timespirits
- Tomb of Dracula – reprise par Marv Wolfman et Gene Colan
- Tomorrow Knights – créé par Roy Richardson et  Rod Whigham
- The Transmutation of Ike Garuda – écrit par Elaine Lee, dessin par James Sherman
- Trouble
- The Trouble with Girls
- Video Jack – écrit par Cary Bates, dessin par Keith Giffen
- Void Indigo
- War Man – écrit par Chuck Dixon, dessin par Juan Zanotto (2 parts; 1993)
- Wild Cards